# 石崎伝蔵
石崎 伝蔵（いしざき でんぞう、旧字体：石崎 傳藏、1886年（明治19年）10月2日 - 1999年（平成11年）4月29日）は、日本の教育者で同国最高齢だった男性。

## 人物
旧制・茨城縣立太田中學校（現在の茨城県立太田第一高等学校）を卒業後、大里尋常小学校の教員となり、、茨城県内の旧制高等小学校の校長などを務めた。1912年に結婚し、2男2女の子がいた。1928年3月に退職後青年会長、村会議員等に就いた。第二次世界大戦後の1946年に妻は死去した。生前、健康の秘訣は「1日5000回の足踏み、風呂はぬるめ、肉ならば牛」と語っていた。1日最低5時間は読書にあてるという活字好きで、長女と2人暮らしだったが、1997年6月頃より歩行が不自由となり、1999年3月頃より体調を崩して自宅療養していた。1999年4月29日、多臓器不全のため茨城県久慈郡金砂郷町（現在の常陸太田市）の自宅で死去。

## 長寿記録
- 1997年（平成9年）1月24日 - 渡名喜元完の死去により日本最高齢の男性になる。
- 1998年12月25日 - 世界最高齢の男性になる[4]。
- 1999年2月12日 - 秋野やすの死去により日本最高齢の人物になる。
- 同年4月、112歳209日で死去した。